# Dziecko Słońca
Dziecko Słońca – piąty studyjny album Marka Bilińskiego. Album został wydany w 1995 roku nakładem wydawnictwa Digiton. Nagrania zrealizowano w 1994 w Mabi Studio w Warszawie.

## Lista utworów
Źródło:.
1. „Dziecko Słońca / Pieśń świtu” – 3:28
2. „Andante Maestoso / Samotność” – 3:21
3. „Tempo di bolero / Tęsknota” – 5:35
4. „Andante molto expressivo / Wiara” – 7:29
5. „Oaza / Pieśń nadziei” – 7:03
6. „Księżycowa Róża / Pieśń miłości” – 5:36
7. „Zaćmienie / Pieśń zmierzchu” – 6:26
8. „Początek Światła / Pieśń życia” – 8:14

## Wykonawcy
Źródło:.
- Marek Biliński – syntezatory, kompozycja, aranżacja, inżynier dźwięku

Realizacja
- Janina Bilińska – produkcja
- Jacek Woźniak, Robert Król – foto